# 托德·羅基卡

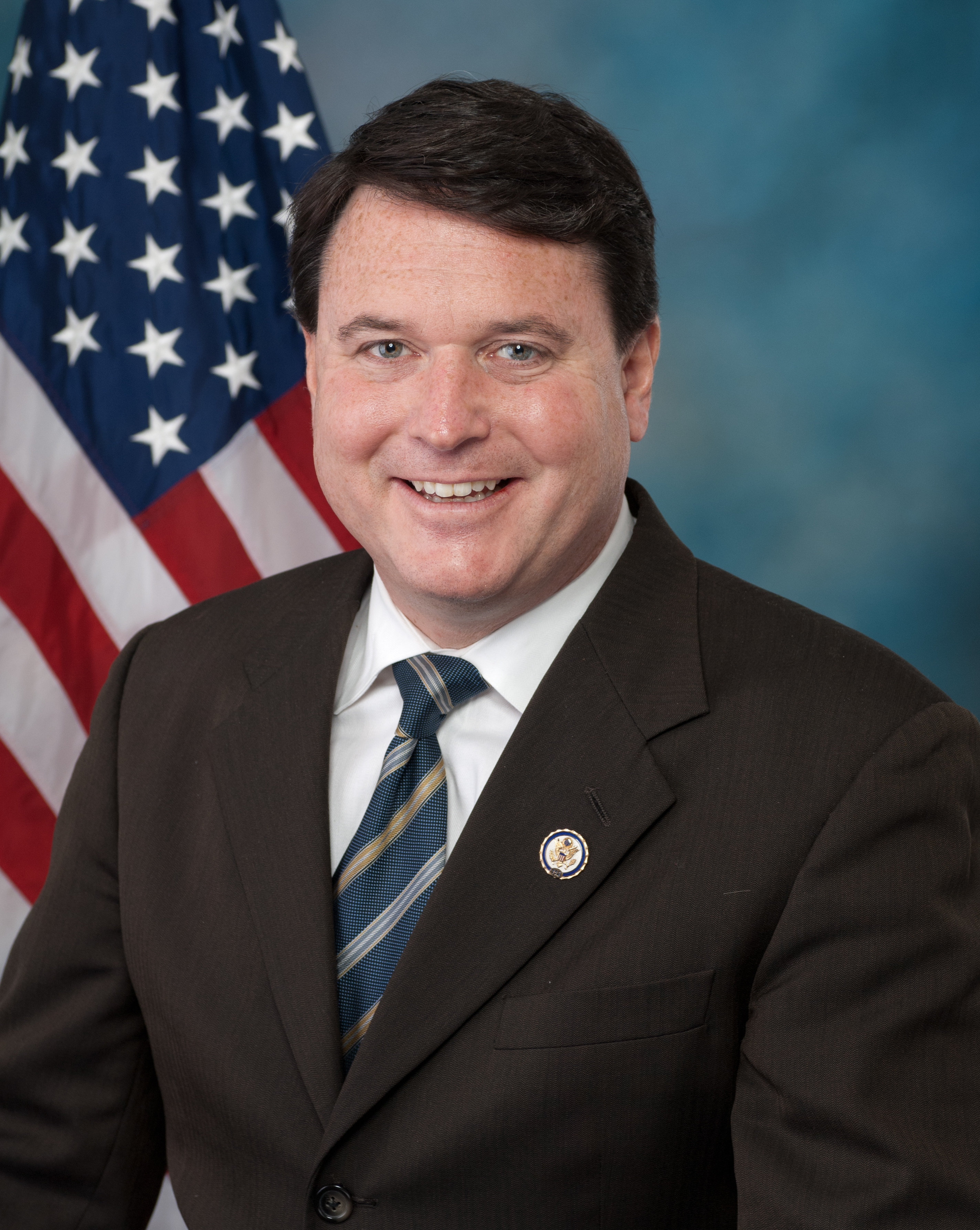
美国众议员托德·羅基卡的官方肖像

托德·羅基卡（Todd Rokita；1970年2月9日—）是美國的一位政治人物。自2011年開始，他是印第安納州第4選舉區選出的美國眾議院議員。他的黨籍是共和黨。在當選國會議員之前，羅基卡在2002年至2010年擔任印第安納州參議院議員。